# Nils Eskilsson (Banér)
Nils Eskilsson (Banér), avrättad 16 december 1520, var ett svenskt riksråd.

## Biografi
Son till riddaren och riksrådet Eskil Isaksson (Banér) och hans andra hustru Birgitta Arendsdotter (Ulv).
Nils Eskilsson anges vid arvskiftet efter fadern 1488 ännu vara omyndig, och uppfostrades av sin halvbror Knut. Senare inträdde han i Sten Sture den äldres tjänst och var sven hos denne 1500. Året därpå blev Nils Eskilsson riksråd. Han var 1507–1515 hövitsman på Kastelholms slott och 1515–20 på Raseborgs slott. År 1513 deltog han i en diplomatisk beskickning till Ryssland. Nils Eskilsson var en trogen anhängare av Sturepartiet, och kvarstod vid sin systerdotter Kristina Nilsdotter (Gyllenstierna):s sida efter Sten Sture den yngres död. Han ledde organisationen av motståndet mot Kristian II i Närke och Västmanland 1520. Nils Eskilsson blev avrättad på order av Kristian II utanför Raseborgs murar 16 december 1520.
Han var en tämligen stor jordägare och ägde Ekenäs och Skenäs. Han gifte sig senast 1506 med Ingeborg Laurensdotter (Tott), änka efter riddaren Jöns Ulfsson (Roos af Hjelmsäter), och kom genom detta giftermål att bli ägare till Djursholm. Ingeborg var dotter till riddaren och riksrådet Laurens Axelsson (Tott) och hans andra hustru Karin Eriksdotter (Nipertz).
Barn:
1. Axel Nilsson (Banér), död 1554, riksråd.